# Invernadero Kosobe
La Granja e invernadero Kosobe de la Facultad de Agricultura en la Universidad de Kioto (京都大学大学院農学研究科附属農場) o invernadero Kosobe (en japonés: 古曽部温室 Kosobe Onshitsu) es un invernadero y jardín botánico que forma parte de la Granja Experimental. 
El invernadero Kosobe de la Universidad de Kioto ya está cerrado y el sitio está en construcción.　La granja fue trasladada a la ciudad de Kizugawa.
El código de reconocimiento internacional del Kosobe Onshitsu como institución botánica (en el Botanical Gardens Conservation International - BGCI), así como las siglas de su herbario es KOSCO.

## Localización
La Granja e invernadero Kosobe de la Facultad de Agricultura en la Universidad de Kioto  (京都大学大学院 農学研究科附属農場Kosobe Onshitsu), Hacchonawate 12, Kosobe-cho Takatsuki-shi, Osaka-ku, 569 Honshū-jima, Japón.
Planos y vistas satelitales.34°51′19.4″N 135°37′51.1″E / 34.855389, 135.630861
El jardín es visitable por el público en general, de 9:00 a 16:30, del domingo al martes, pagando una tarifa de entrada. El jardín se cierra del 29 de diciembre al 3 de enero

## Historia
El invernadero fue establecido en enero de 1929 para educar a estudiantes de pregrado y posgrado, y para avanzar en la investigación hortícola en plantas ornamentales de origen tropical y subtropical. 

## Colecciones
Hoy en día sus colecciones incluyen orquídeas, begonias, Nepenthes, y melastomataceae.